# Hyposoter niger
Hyposoter niger är en stekelart som först beskrevs av Brulle 1846.  Hyposoter niger ingår i släktet Hyposoter och familjen brokparasitsteklar. Inga underarter finns listade i Catalogue of Life.